# Закшево (Ліпновський повіт)
Закшево (пол. Zakrzewo) — село в Польщі, у гміні Вельґе Ліпновського повіту Куявсько-Поморського воєводства.
Населення — 161 особа (2011).
У 1975-1998 роках село належало до Влоцлавського воєводства.

## Демографія
Демографічна структура станом на 31 березня 2011 року:
|          | Загалом | Допрацездатний вік | Працездатний вік | Постпрацездатний вік |
| -------- | ------- | ------------------ | ---------------- | -------------------- |
| Чоловіки | 87      | 22                 | 61               | 4                    |
| Жінки    | 74      | 24                 | 36               | 14                   |
| Разом    | 161     | 46                 | 97               | 18                   |